# Shirt
Shirt è un singolo della cantautrice statunitense SZA, pubblicato il 28 ottobre 2022 come terzo estratto dal suo secondo album in studio SOS.

## Antefatti
Il brano, scritto e composto dalla stessa cantautrice assieme a Rodney "Darkchild" Jerkins e Rob Gueringer, è stato registrato per la prima volta all'inizio della pandemia di COVID-19 negli Stati Uniti d'America con il titolo Narnia dirt bike, con sonorità differenti descritti. Nel 2020 Jerkins ha rielaborato il brano, e SZA ne ha condiviso alcuni secondi della nuova versione sui profili social. I fan della cantante hanno condiviso nelle differenti piattaforme, dando il nome Shirt alla canzone. Jerkins ha raccontato la collaborazione con l'artista:
(Rodney Jerkins)

## Accoglienza
Isabelia Herrera di Pitchfork riporta che non vi è alcun cantautore che «trasmetta le crudeltà dell'amore moderno» come SZA, poiché solo lei ha «la capacità di amplificare la disaffezione e il potere sessuale dell'amore romantico. Lei sa cosa significa essere intrappolati in una relazione ossessiva e disastrosa». Herrera definisce la voce dell'artista «sofferente», che si stende su di un suono «vaporoso» e «spartano».
Jessica McKinney di Complex definisce il brano «scorrevole e moderno» con una «produzione incalzante», su cui la cantante «ha un suono timbro fluido che fa sì che gli ascoltatori si perdano facilmente nel suo mondo».

## Video musicale
Il video, diretto da Dave Meyers, è stato pubblicato il 28 ottobre 2022 sul canale YouTube dell'artista. Nel video l'artista è affiancata dall'attore Lakeith Stanfield nei panni di una coppia di criminali intenti a commettere differenti reati, con riferimento al film Shaft il detective del 1971 a diversi progetti di Quentin Tarantino.
Ashley Pointer della NPR ha evidenziato come la relazione dei due fuorilegge evoca anche classici cinetatografici come Bonnie e Clyde del 1967 e Assassini nati - Natural Born Killers del 1994.

### Sinossi
Il video si apre con SZA e Stanfield all'interno di un diner, intenti a portare avanti una conversazione su quanto tutto il mondo attorno a loro fosse "energia pura". In sottofondo, come già successo nei precedenti video della cantante, viene udita la base della canzone Blind, in seguito inserita nell'album SOS. Conclusa la conversazione tra la coppia, la canzone parte e SZA prende una pistola per sparare in bocca a un loro compagno seduto al tavolo con loro. Nelle scene successive SZA e il suo fidanzato vengono visti indossare diversi abiti e commettere svariati omicidi. Con l'aumentare degli omicidi compiuti, sul polso di SZA compare un tatuaggio in vari colori con su scritto "SOS", un chiaro riferimento al titolo dell'album della cantante. Nella scena seguente Stanfield, con l'intento di sbarazzarsi della sua fidanzata, spara a SZA la quale cade esanime a terra. L'anima le esce dal corpo, elevandosi al cielo, e nell'ascesa verso l'alto il volto della cantante si fonde in una metamorfosi con il volto dell'ex fidanzato, a testimonianza del fatto che i due hanno un legame indissolubile. La visuale si sposta poi su Stanfield, il quale viene mostrato alla guida di un'automobile contromano in mezzo al traffico. L'uomo inizia ad avere le allucinazioni, vedendo SZA materializzata nel retro della sua macchina, motivo che lo porterà a fare un incidente. La scena poi si sposta all'interno di un mattatoio dove troviamo un gruppo di persone che stanno praticando un rito vudù su SZA per riportarla in vita, riuscendoci. Di fianco a lei il suo ex fidanzato legato su una sedia. Dopo aver ballato per lui, SZA lascia la stanza e ordina di ucciderlo. Il video si conclude con la cantante che getta la macchina fidanzato in acqua da un pontile per poi salire a bordo di un peschereccio. Durante i titoli di coda, la cantante viene inquadrata all'interno di una cucina mentre canta un'altra sua canzone, la stessa Blind che aveva aperto il video. Poiché non era ancora stato rilasciato l'album all'epoca del video di Shirt, la cantante ha poi rivelato tramite i suoi canali social che la canzone in apertura e chiusura era intitolata Blind.

## Tracce
Testi di Solána Imani Rowe, musiche di Rodney Jerkins e Rob Gueringer.
1. Shirt – 3:01

## Successo commerciale
A seguito della sua pubblicazione come singolo ufficiale, Shirt ha debuttato alla undicesima posizione della Billboard Hot 100, coincidente con la posizione più alta raggiunta nella classifica dal brano, grazie a 20,3 milioni di streaming, 3 000 download digitali e 990 000 audience radiofonica. Nella Hot R&B/Hip-Hop Songs il brano ha debuttato alla quarta posizione della classifica, diventando la sua sesta canzone a fare ingresso nella top 10, rimanendoci per 26 settimane.Shirt è l'unico dei sei singoli estratti da SOS a non aver raggiunto la top 10 della Hot 100. Nell'agosto 2023 il brano ha ottenuto la doppia certificazione di platino dalla Recording Industry Association of America (RIAA).
Nel Regno Unito, Shirt ha debuttato alla 17ª posizione della Official Singles Chart, diventando la sua quinta top 20 nel Paese. Il 3 marzo 2023 il brano ha ricevuto una certificazione d'argento dalla British Phonographic Industry per aver venduto almeno 200 000 copie.
Nel resto del mondo il brano ha raggiunto la top 20 in diversi Paesi, tra cui Australia, Nuova Zelanda, Irlanda e Canada.

## Classifiche

### Classifiche settimanali
| Classifica (2022) | Posizione massima |
| ----------------- | ----------------- |
| Australia         | 20                |
| Canada            | 20                |
| Filippine         | 22                |
| Irlanda           | 19                |
| Islanda           | 20                |
| Lituania          | 59                |
| Norvegia          | 35                |
| Nuova Zelanda     | 15                |
| Paesi Bassi       | 63                |
| Portogallo        | 61                |
| Regno Unito       | 17                |
| Stati Uniti       | 11                |
| Svezia            | 47                |
| Svizzera          | 76                |

### Classifiche di fine anno
| Classifica (2023) | Posizione |
| ----------------- | --------- |
| Stati Uniti       | 51        |

## Riconoscimenti
- MTV Video Music Awards[34]
  - 2023 – Miglior video R&B
  - 2023 – Candidatura per Miglior direzione artistica

## Date di pubblicazione
| Paese       | Data            | Formato                      | Nota   |
| ----------- | --------------- | ---------------------------- | ------ |
| Mondo       | 27 ottobre 2022 | Download digitale, streaming | [ 35 ] |
| Stati Uniti | 8 novembre 2022 | Urban contemporary radio     | [ 36 ] |
| Stati Uniti | 8 novembre 2022 | Rhythmic contemporary radio  | [ 37 ] |
| Italia      | 2 dicembre 2022 | Radio                        | [ 38 ] |